# ジョン・フィッツアラン (第2代アランデル男爵)
第2代アランデル男爵ジョン・フィッツアラン（John FitzAlan, 2nd Baron Arundel, 1364年11月30日 - 1390年8月14日）は、初代アランデル男爵ジョン・フィッツアランの息子であり相続人。母エレノア・マルトレイヴァースは初代マルトレイヴァース男爵ジョン・マルトレイヴァースの孫娘であり、最終的に相続人となった。母の権利によりマルトレイヴァース男爵となった。

## 生涯
ジョンは1383年、スコットランドで従軍し、フランス西海岸ではイングランド艦隊に所属した。
初代ル・ディスペンサー男爵エドワード・ル・ディスペンサーと第2代バーソロミュー・ド・バーガッシュ男爵の娘で相続人のエリザベス・バーガッシュとの間の娘エリザベス・ル・ディスペンサーと結婚した。二人の間には、以下の子女が生まれた。
- ジョン（1385年 - 1421年） - 第3代アランデル男爵、のち第13代アランデル伯
- トマス（1430年没） - サリーのベッチワース城に居を構えた
- エドワード（またはエドマンド）

1390年8月14日に亡くなり、バッキンガムシャーのミッセンデン修道院に埋葬された。